# Antoni Puigvert i Romaguera
Antoni Puigvert i Romaguera (la Bisbal d'Empordà, Baix Empordà, 4 de juliol de 1954) és un escriptor català. Col·labora habitualment en diversos mitjans de comunicació catalans: en premsa (La Vanguardia, Presència, Diari de Barcelona, Revista de Girona, El País, Jano, El 9, Avui, El Periòdic d'Andorra, Serra d'Or), en ràdio (tertulià del Matí de Catalunya Ràdio i COM Ràdio) i en televisió (BTV, TV3). És llicenciat en filologia hispànica, i ha exercit com a professor de literatura.

## Llibres publicats

### Narrativa breu
- 1990 La pràctica dels vius Barcelona: Quaderns Crema

### Novel·la
- 1993 Paper de vidre Barcelona: Quaderns Crema
- 1999 La gàbia d'or Barcelona: Empúries

### Poesia
- 1990 Vista cansada Barcelona: Columna
- 1992 Curset de natació Barcelona: Proa
- 1995 La migranya del faune Barcelona: Ed. 62
- 1997 Hivernacle Barcelona: La Magrana

### Prosa de no ficció
- 1988 Ombres i dies Girona: Diputació
- 1996 L'Empordà, llibre de meravelles (amb Xavier Miserachs) Barcelona: Ed. 62
- 2014 La finestra discreta: Quadern de la roda del temps. Barcelona: Libros de vanguardia[1]
- 2024 Ocell de Bosc: Mirar, pensar-hi, explicar-se, coure, recordar. Libros de Vanguardia.

## Premis literaris
- 1986, Gaziel: Articles sobre tema internacional
- 1989, Premis Literaris de Girona-Miquel de Palol de poesia: Vista cansada
- 1991, Carles Riba: Curset de natació
- 1992, Premi de la crítica - poesia catalana: Curset de natació
- 1995, Englantina d'Or als Jocs Florals de Barcelona: La migranya del faune
- 1997, Flor Natural als Jocs Florals de Barcelona: Hivernacle